# Elezioni politiche in Italia del 1924
Le elezioni politiche in Italia del 1924 per l'elezione della Camera dei deputati si svolsero il 6 aprile 1924. Furono le ultime elezioni multi-partitiche a sovranità popolare svoltesi in Italia prima dell'avvento della dittatura fascista.

## Contesto storico
La frammentazione elettorale delle precedenti elezioni (del 1921) spinse il Partito Nazionale Fascista a presentare un progetto di legge elettorale in nome della governabilità. 
La cosiddetta legge Acerbo (n. 2444 del 18 novembre 1923), un proporzionale con voto di lista e premio di maggioranza, fu approvata in un clima intimidatorio come dimostra il discorso di Filippo Turati:
(Filippo Turati, 15 luglio 1923)
La campagna elettorale e le elezioni furono segnate da un clima di intimidazione e da ripetute violenze da parte dei sostenitori del Partito Nazionale Fascista, denunciate nella seduta parlamentare del 30 maggio dal segretario socialista Matteotti.

## Diritto di voto
Percentuale degli elettori rispetto ai residenti.

Mussolini si reca a votare

Non avevano diritto di voto le cittadine maggiorenni di sesso femminile. Erano temporaneamente privati del diritto di voto sottufficiali e soldati dell'Esercito, della Marina e dei corpi organizzati militarmente per servizio dello Stato.
| Circoscrizione        | Iscritti nelle liste 1923 | Militari | Con diritto di voto |
| --------------------- | ------------------------- | -------- | ------------------- |
| Piemonte              | 1 197 561                 | 9 908    | 1 187 653           |
| Liguria               | 429 601                   | 5 742    | 423 859             |
| Lombardia             | 1 542 651                 | 11 250   | 1 531 401           |
| Veneto                | 1 109 602                 | 14 680   | 1 094 922           |
| Venezia Giulia        | 469 272                   | 8 637    | 460 635             |
| Emilia                | 921 996                   | 9 358    | 912 638             |
| Toscana               | 904 824                   | 9 863    | 894 961             |
| Marche                | 378 613                   | 9 968    | 368 645             |
| Lazio e Umbria        | 669 469                   | 8 277    | 661 192             |
| Abruzzo e Molise      | 519 603                   | 3 548    | 516 055             |
| Campania              | 1 102 598                 | 9 078    | 1 093 520           |
| Puglie                | 662 011                   | 8 035    | 653 976             |
| Calabria e Basilicata | 645 430                   | 4 965    | 640 465             |
| Sicilia               | 1 270 334                 | 10 666   | 1 259 668           |
| Sardegna              | 245 771                   | 5 909    | 239 862             |
|                       |                           |          |                     |
| Totale                | 12 069 336                | 129 884  | 11 939 452          |

## Candidati

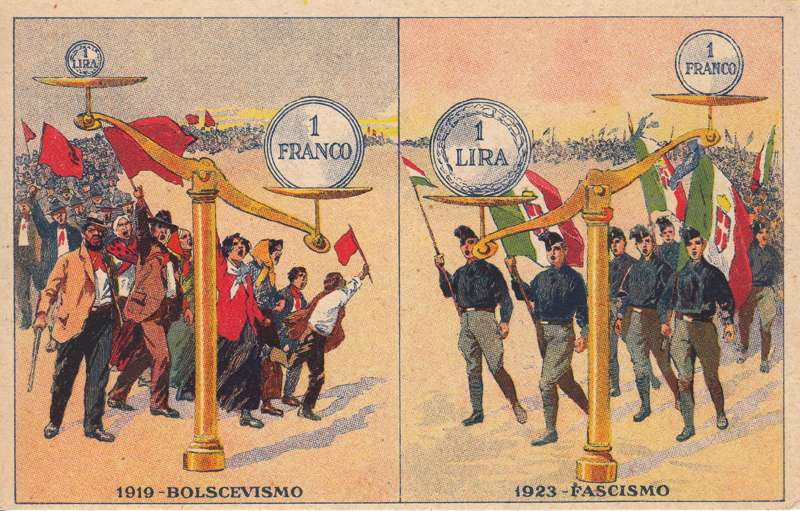
Cartolina di propaganda fascista per le elezioni

Alla consultazione parteciparono 23 liste con 1306 candidati, di cui 346 erano deputati uscenti e 41 avevano esercitato il loro mandato nel corso della XXV Legislatura.
Oltre alla Lista Nazionale (nota anche come "listone") e alla Lista Nazionale bis, si presentarono sette liste liberali e quattro liste democratiche di opposizione, due liste socialiste, due liste autonomiste (slavi-tedeschi e sardisti) e una lista ciascuna per popolari, comunisti, repubblicani, demosociali ed agrari. Solo tre liste si presentavano in tutto il regno: Lista Nazionale, PPI e PSU.
1. Opposizione costituzionale Partito Demolaburista Italiano (Ettore Lombardo Pellegrino), lista presente solo in Calabria-Basilicata e Sicilia
2. Liberali Angelo Pezzullo, Giuseppe Barattolo e Giuseppe Toscano, lista presente solo in Campania e Sicilia
3. Partito Socialista Unitario
4. Lista Nazionale bis (fascisti estremisti e fiancheggiatori fidati), lista presente solo in Toscana, Lazio-Umbria, Abruzzi-Molise e Puglie
5. Partito Popolare Italiano
6. Liberali indipendenti Alfonso Rubilli e Gianfranco Tosi, lista presente solo in Emilia, Abruzzi-Molise, Campania, Puglie e Calabria-Basilicata
7. Partito Democratico Sociale Italiano, presente solo in Toscana, Campania, Calabria-Basilicata, Sicilia e Sardegna
8. Opposizione costituzionale Giovanni Amendola, lista presente solo in Abruzzi-Molise, Campania, Calabria-Basilicata e Sardegna
9. Liberali Silvestro Graziano, lista presente solo in Calabria-Basilicata e Sicilia
10. Partito Repubblicano Italiano, lista non presente in Piemonte, Abruzzi-Molise e Sardegna
11. Opposizione costituzionale Ivanoe Bonomi: democratici autonomi, LDN, demosociali dissidenti, lista presente solo in Piemonte, Lombardia, Veneto e Venezia Giulia
12. Slavi e Tedeschi, lista presente solo in Veneto e Venezia Giulia
13. Opposizione costituzionale Vincenzo Giuffrida: nittiani e socialriformisti, lista presente solo in Campania e Sicilia
14. Fasci nazionali di Raimondo Sala e Cesare Forni, lista presente solo in Piemonte e Lombardia
15. Partito dei Contadini d'Italia, lista presente solo in Piemonte, Liguria, Lombardia e Lazio-Umbria
16. Liberali indipendenti Nicola De Grecis, lista presente solo in Campania e Puglie
17. Partito Sardo d'Azione, lista presente solo in Lazio-Umbria e Sardegna
18. Liberali Giovanni Giolitti, lista presente solo in Piemonte, Liguria e Lazio-Umbria
19. Partito Comunista d'Italia, lista non presente in Abruzzi-Molise e Sardegna
20. Liberali indipendenti Giuseppe Maria Fiamingo, lista presente solo in Lazio-Umbria e Sicilia
21. Lista Nazionale, lista presente in tutta Italia (PNF, destra, nazionalisti, liberal-nazionali, nazional-sindacalisti, nazional-popolari)
22. Camillo Corradini, lista presente solo in Toscana, Abruzzi-Molise e Calabria-Basilicata
23. Partito Socialista Italiano, lista non presente in Abruzzi-Molise e Sardegna

### Simboli
Di seguito sono rappresentati i simboli delle liste, nell'ordine sopra descritto.

1 - Monte Etna con le parole Patria Lavoro Libertà
2 - Bandiera nazionale con scudo sabaudo
3 - Sole nascente con le parole Libertà e Socialismo
4 - Aquila romana con fascio littorio. Simbolo della Lista Nazionale Bis
5 - Scudo crociato con la parola Libertas
6 - Orologio
7 - Fiaccola e lettere D. S.
8 - Stella nera a cinque punte
9 - Bilancia
10 - Vanga entro corona d'edera
11 - Stella a cinque punte bianca, raggiata
12 - Gnafalio e foglia di tiglio
13 - Cavallo
14 - Aquila sormontata da una stella a cinque punte raggiata
15 - Tre spighe, due grappoli d'uva con le parole "Da noi"
16 - Stemma della città di Bari
17 - Bandiera sarda con quattro mori
18 - Bandiera nazionale con scudo sabaudo
19 - Falce e martello con il sol dell'avvenire
20 - David fromboliere
21 - Fascio littorio Simbolo della Lista Nazionale
22 - Bandiera nazionale con corona reale
23 - Falce, martello e libro

## Modalità di voto

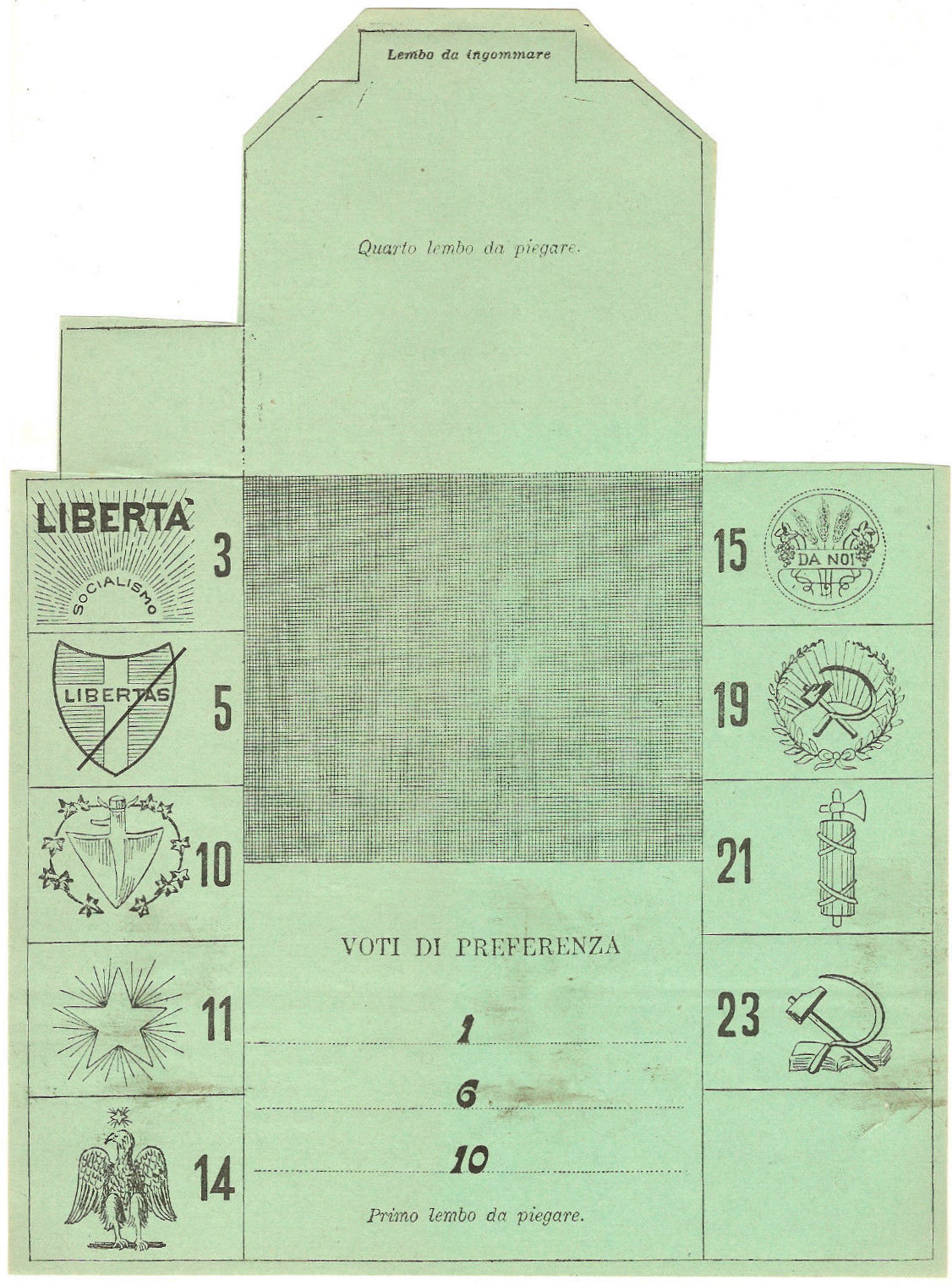
Facsimile di scheda elettorale

Con la nuova legge elettorale era introdotta la scheda di Stato (sostituendo la precedente busta di Stato) stampata su carta bianca, che riportava i contrassegni delle liste ammesse per le votazioni nella circoscrizione.
L'elettore poteva esprimere il proprio voto tracciando un segno sul simbolo della lista prescelta; poteva anche esprimere il voto di preferenza per tre candidati se nella circoscrizione erano eletti più di 20 deputati oppure per due candidati nelle altre circoscrizioni.

## Risultati
| Partito                            | Partito                                 | Risultati  | Risultati | Risultati | Seggi | Seggi |
| Partito                            | Partito                                 | Voti       | %         | ±         | Num   | ±     |
| ---------------------------------- | --------------------------------------- | ---------- | --------- | --------- | ----- | ----- |
|                                    | 21. Lista Nazionale                     | 4 305 936  | 60,09     | n.d.      | 355   | n.d.  |
|                                    | 4. Lista nazionale bis                  | 347 552    | 4,85      | n.d.      | 19    | n.d.  |
|                                    | 5. Partito Popolare Italiano            | 645 789    | 9,01      | n.d.      | 39    | n.d.  |
|                                    | 3. Partito Socialista Unitario          | 422 957    | 5,90      | n.d.      | 24    | n.d.  |
|                                    | 23. Partito Socialista Italiano         | 360 694    | 5,03      | n.d.      | 22    | n.d.  |
|                                    | 19. Partito Comunista d'Italia          | 268 191    | 3,74      | n.d.      | 19    | n.d.  |
|                                    | 10. Partito Repubblicano Italiano       | 133 714    | 1,87      | n.d.      | 7     | n.d.  |
|                                    | 7. Partito Democratico Sociale Italiano | 111 035    | 1,55      | n.d.      | 10    | n.d.  |
|                                    | 18. Liberali                            | 78 099     | 1,09      | n.d.      | 4     | n.d.  |
|                                    | 6. Liberali indipendenti                | 74 317     | 1,04      | n.d.      | 4     | n.d.  |
|                                    | 15. Partito dei Contadini d'Italia      | 73 569     | 1,03      | n.d.      | 4     | n.d.  |
|                                    | 8. Opposizione costituzionale           | 72 941     | 1,02      | n.d.      | 8     | n.d.  |
|                                    | 12. Slavi e Tedeschi                    | 62 491     | 0,87      | n.d.      | 4     | n.d.  |
|                                    | 13. Opposizione costituzionale          | 45 365     | 0,63      | n.d.      | 5     | n.d.  |
|                                    | 11. Opposizione costituzionale          | 33 473     | 0,47      | n.d.      | 0     | n.d.  |
|                                    | 2. Liberali                             | 29 936     | 0,42      | n.d.      | 3     | n.d.  |
|                                    | 22. Camillo Corradini                   | 29 574     | 0,41      | n.d.      | 2     | n.d.  |
|                                    | 17. Partito Sardo d'Azione              | 24 059     | 0,34      | n.d.      | 2     | n.d.  |
|                                    | 14. Fasci nazionali                     | 18 062     | 0,25      | n.d.      | 1     | n.d.  |
|                                    | 9. Liberali                             | 12 925     | 0,18      | n.d.      | 1     | n.d.  |
|                                    | 1. Opposizione costituzionale           | 6 153      | 0,09      | n.d.      | 1     | n.d.  |
|                                    | 16. Liberali indipendenti               | 5 275      | 0,07      | n.d.      | 1     | n.d.  |
|                                    | 20. Liberali indipendenti               | 3 395      | 0,05      | n.d.      | 0     | n.d.  |
|                                    |                                         |            |           |           |       |       |
| Iscritti                           | Iscritti                                | 11 939 452 | 100,00    |           |       |       |
| ↳ Votanti (% su iscritti)          | ↳ Votanti (% su iscritti)               | 7 614 451  | 63,78     | n.d.      |       |       |
| ↳ Voti validi (% su votanti)       | ↳ Voti validi (% su votanti)            | 7 165 502  | 94,10     |           |       |       |
| ↳ Schede non valide (% su votanti) | ↳ Schede non valide (% su votanti)      | 448 949    | 5,90      |           |       |       |
| ↳ Astenuti (% su iscritti)         | ↳ Astenuti (% su iscritti)              | 4 325 001  | 36,22     |           |       |       |

Ufficio elettorale del Viminale

Presentazione dei verbali alla Corte d'Appello di Roma

In base alla nuova legge elettorale (legge 18 novembre 1923 n. 2444, nota come "legge Acerbo"), alla lista più votata a livello nazionale - purché avesse almeno il 25% dei voti validi - venivano assegnati i 2/3 dei seggi in tutte le circoscrizioni (ciò significava l'elezione in blocco di tutti i candidati della lista, essendo essi 356), mentre gli scranni rimanenti erano assegnati alle altre liste in proporzione ai voti ottenuti e secondo ordine di preferenza personale.
Il "listone", al quale spettavano 356 seggi, a causa della morte di uno dei propri candidati (Giuseppe de Nava) perse un seggio nella circoscrizione Calabria e Basilicata; il seggio fu inizialmente assegnato a Fausto Gullo del Partito Comunista, ma nella seduta parlamentare del 17 dicembre 1924 la Camera approvò la decisione della Giunta delle elezioni per l'elezione del deputato Nicola Siles del Partito Popolare Italiano. Il numero di deputati del Partito Comunista e quello dei deputati del Partito Popolare passarono rispettivamente da 19 a 18 e da 39 a 40.

### Risultati per circoscrizione
| Circoscrizione        | Eletti | Seggi ottenuti per lista | Seggi ottenuti per lista | Seggi ottenuti per lista | Seggi ottenuti per lista | Seggi ottenuti per lista | Seggi ottenuti per lista | Seggi ottenuti per lista | Seggi ottenuti per lista | Seggi ottenuti per lista | Seggi ottenuti per lista | Seggi ottenuti per lista | Seggi ottenuti per lista | Seggi ottenuti per lista | Seggi ottenuti per lista | Seggi ottenuti per lista | Seggi ottenuti per lista | Seggi ottenuti per lista | Seggi ottenuti per lista | Seggi ottenuti per lista | Seggi ottenuti per lista | Seggi ottenuti per lista | Seggi ottenuti per lista | Seggi ottenuti per lista |
| Circoscrizione        | Eletti | 1                        | 2                        | 3                        | 4                        | 5                        | 6                        | 7                        | 8                        | 9                        | 10                       | 11                       | 12                       | 13                       | 14                       | 15                       | 16                       | 17                       | 18                       | 19                       | 20                       | 21                       | 22                       | 23                       |
| --------------------- | ------ | ------------------------ | ------------------------ | ------------------------ | ------------------------ | ------------------------ | ------------------------ | ------------------------ | ------------------------ | ------------------------ | ------------------------ | ------------------------ | ------------------------ | ------------------------ | ------------------------ | ------------------------ | ------------------------ | ------------------------ | ------------------------ | ------------------------ | ------------------------ | ------------------------ | ------------------------ | ------------------------ |
| Piemonte              | 47     |                          |                          | 3                        |                          | 3                        |                          |                          |                          |                          |                          | 0                        |                          |                          | 0                        | 3                        |                          |                          | 3                        | 2                        |                          | 31                       |                          | 2                        |
| Liguria               | 18     |                          |                          | 2                        |                          | 2                        |                          |                          |                          |                          | 0                        |                          |                          |                          |                          | 0                        |                          |                          | 1                        | 1                        |                          | 12                       |                          | 0                        |
| Lombardia             | 70     |                          |                          | 5                        |                          | 8                        |                          |                          |                          |                          | 0                        | 0                        |                          |                          | 1                        | 1                        |                          |                          |                          | 3                        |                          | 47                       |                          | 5                        |
| Veneto                | 53     |                          |                          | 2                        |                          | 8                        |                          |                          |                          |                          | 1                        | 0                        | 2                        |                          |                          |                          |                          |                          |                          | 2                        |                          | 35                       |                          | 3                        |
| Venezia Giulia        | 23     |                          |                          | 1                        |                          | 2                        |                          |                          |                          |                          | 1                        | 0                        | 2                        |                          |                          |                          |                          |                          |                          | 2                        |                          | 15                       |                          | 0                        |
| Emilia                | 41     |                          |                          | 3                        |                          | 4                        | 0                        |                          |                          |                          | 2                        |                          |                          |                          |                          |                          |                          |                          |                          | 2                        |                          | 27                       |                          | 3                        |
| Toscana               | 38     |                          |                          | 2                        | 5                        | 2                        |                          | 0                        |                          |                          | 1                        |                          |                          |                          |                          |                          |                          |                          |                          | 1                        |                          | 25                       | 0                        | 2                        |
| Marche                | 16     |                          |                          | 1                        |                          | 1                        |                          |                          |                          |                          | 1                        |                          |                          |                          |                          |                          |                          |                          |                          | 1                        |                          | 11                       |                          | 1                        |
| Lazio e Umbria        | 30     |                          |                          | 1                        | 3                        | 2                        |                          |                          |                          |                          | 1                        |                          |                          |                          |                          | 0                        |                          | 0                        | 0                        | 1                        | 0                        | 20                       |                          | 2                        |
| Abruzzi e Molise      | 21     |                          |                          | 1                        | 5                        | 0                        | 0                        |                          | 1                        |                          |                          |                          |                          |                          |                          |                          |                          |                          |                          |                          |                          | 14                       | 0                        |                          |
| Campania              | 49     |                          | 3                        | 1                        |                          | 2                        | 1                        | 1                        | 4                        |                          | 0                        |                          |                          | 1                        |                          |                          | 0                        |                          |                          | 1                        |                          | 33                       |                          | 2                        |
| Puglie                | 32     |                          |                          | 0                        | 6                        | 0                        | 3                        |                          |                          |                          | 0                        |                          |                          |                          |                          |                          | 1                        |                          |                          | 1                        |                          | 21                       |                          | 0                        |
| Calabria e Basilicata | 28     | 0                        |                          | 1                        |                          | 1                        | 0                        | 2                        | 2                        | 0                        | 0                        |                          |                          |                          |                          |                          |                          |                          |                          | 1                        |                          | 18                       | 2                        | 1                        |
| Sicilia               | 57     | 1                        | 0                        | 1                        |                          | 3                        |                          | 7                        |                          | 1                        | 0                        |                          |                          | 4                        |                          |                          |                          |                          |                          | 1                        | 0                        | 38                       |                          | 1                        |
| Sardegna              | 12     |                          |                          | 0                        |                          | 1                        |                          | 0                        | 1                        |                          |                          |                          |                          |                          |                          |                          |                          | 2                        |                          |                          |                          | 8                        |                          |                          |
|                       |        |                          |                          |                          |                          |                          |                          |                          |                          |                          |                          |                          |                          |                          |                          |                          |                          |                          |                          |                          |                          |                          |                          |                          |
| Totale                | 535    | 1                        | 3                        | 24                       | 19                       | 39                       | 4                        | 10                       | 8                        | 1                        | 7                        | 0                        | 4                        | 5                        | 1                        | 4                        | 1                        | 2                        | 4                        | 19                       | 0                        | 355                      | 2                        | 22                       |

### Partecipazione al voto
Percentuale dei votanti rispetto al numero degli aventi diritto al voto.
| Circoscrizione        | Con diritto di voto | Votanti   | %     |
| --------------------- | ------------------- | --------- | ----- |
| Piemonte              | 1 187 653           | 645 900   | 54,38 |
| Liguria               | 423 859             | 252 702   | 59,62 |
| Lombardia             | 1 531 401           | 1 112 002 | 72,61 |
| Veneto                | 1 094 922           | 716 537   | 65,44 |
| Venezia Giulia        | 460 635             | 287 949   | 62,51 |
| Emilia                | 912 638             | 682 024   | 74,73 |
| Toscana               | 894 961             | 651 322   | 72,78 |
| Marche                | 368 645             | 217 029   | 58,87 |
| Lazio e Umbria        | 661 192             | 404 339   | 61,15 |
| Abruzzi e Molise      | 516 055             | 280 426   | 54,34 |
| Campania              | 1 093 520           | 620 777   | 56,77 |
| Puglie                | 653 976             | 533 384   | 81,56 |
| Calabria e Basilicata | 640 465             | 357 171   | 55,77 |
| Sicilia               | 1 259 668           | 707 038   | 56,13 |
| Sardegna              | 239 862             | 145 851   | 60,81 |
|                       |                     |           |       |
| Totale                | 11 939 452          | 7 614 451 | 63,78 |

### Eletti

La composizione della Camera dei Deputati della XXVII Legislatura del Regno d'Italia.

I 531 inizialmente eletti (4 deputati furono eletti in due circoscrizioni) comprendevano:
- 294 nuovi deputati
- 217 deputati uscenti riconfermati
- 20 deputati che avevano già ricoperto la carica in altre legislature

Si riporta l'attribuzione finale dei seggi, per partito, alla Camera.
| Partito                              | Seggi     |
| ------------------------------------ | --------- |
| Lista Nazionale                      | 374 / 535 |
| Partito Popolare Italiano            | 39 / 535  |
| Partito Socialista Unitario          | 24 / 535  |
| Partito Socialista Italiano          | 22 / 535  |
| Partito Comunista d'Italia           | 19 / 535  |
| Liberali                             | 15 / 535  |
| Opposizione costituzionale           | 14 / 535  |
| Partito Democratico Sociale Italiano | 10 / 535  |
| Partito Repubblicano Italiano        | 7 / 535   |
| Partito dei Contadini d'Italia       | 4 / 535   |
| Liste di Slavi e Tedeschi            | 4 / 535   |
| Partito Sardo d'Azione               | 2 / 535   |
| Fascisti dissidenti                  | 1 / 535   |

## La contestazione dei risultati e l'omicidio di Matteotti
Il 30 maggio 1924, al momento di convalidare le decisioni della Giunta delle elezioni, diversi parlamentari di minoranza segnalarono proteste per le modalità di voto in alcune circoscrizioni (Abruzzi, Campania, Calabria, Puglie e Sicilia) e fu presentata una richiesta degli onorevoli Labriola, Matteotti e Presutti per il rinvio degli atti alla Giunta.
(Presutti, 30 maggio 1924)
(Matteotti, 30 maggio 1924)
La richiesta fu negata dalla Camera e fu approvata in blocco l'elezione dei componenti la maggioranza.
In seguito al celebre discorso di denuncia dei brogli, Giacomo Matteotti, segretario del Partito Socialista Unitario, fu rapito e assassinato da una squadra fascista: essa era capeggiata da Amerigo Dumini ed al suo interno vi era un elemento per il cui arruolamento "era stato indispensabile addirittura scomodare Marinelli e De Bono e chiamare in causa il ministro dell'interno Mussolini". Il corpo di Matteotti fu ritrovato circa due mesi dopo.
(Da un editoriale non firmato, attribuito ad Antonio Gramsci)